# James Robert Mann (Politiker, 1856)

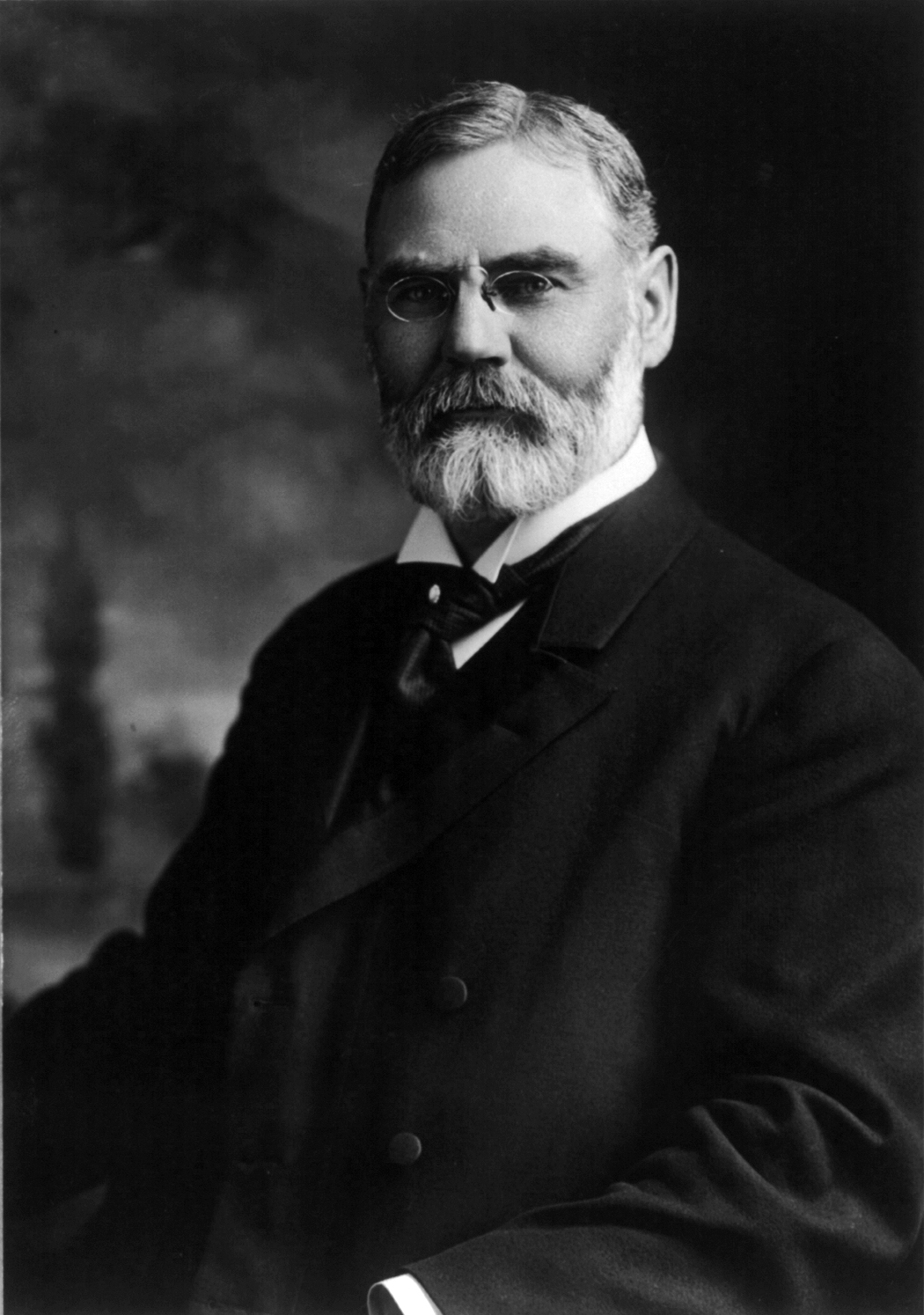
James Robert Mann (1909)

James Robert Mann (* 20. Oktober 1856 bei Bloomington, Illinois; † 30. November 1922 in Washington, D.C.) war ein US-amerikanischer Politiker. Zwischen 1897 und 1922 vertrat er den Bundesstaat Illinois im US-Repräsentantenhaus.

## Werdegang
James Robert Mann besuchte die öffentlichen Schulen seiner Heimat und studierte danach bis 1876 an der University of Illinois in Urbana. Nach einem anschließenden Jurastudium am Union College of Law in Chicago und seiner 1881 erfolgten Zulassung als Rechtsanwalt begann er in Chicago in diesem Beruf zu arbeiten. Gleichzeitig schlug er als Mitglied der Republikanischen Partei eine politische Laufbahn ein. In Chicago bekleidete er auch einige lokale Ämter. Zwischen 1892 und 1896 gehörte er dem dortigen Stadtrat an. 1894 leitete er den regionalen Parteitag der Republikaner in Illinois. In den Jahren 1895 und 1902 stand er auch den Bezirksparteitagen in Chicago vor.
Bei den Kongresswahlen des Jahres 1896 wurde Mann im ersten Wahlbezirk von Illinois in das US-Repräsentantenhaus in Washington gewählt, wo er am 4. März 1897 die Nachfolge von J. Frank Aldrich antrat. Nach 13 Wiederwahlen konnte er bis zu seinem Tod am 30. November 1922 im Kongress verbleiben. Seit 1903 vertrat er dort als Nachfolger von John J. Feely den zweiten Distrikt seines Staates. Zwischen 1911 und 1919 leitete er die republikanische Kongressfraktion als Minority Leader. Außerdem war er zeitweise Vorsitzender des Ersten Wahlausschusses, des Ausschusses für Außen- und Binnenhandel und des Ausschusses, der sich mit dem Frauenwahlrecht befasste. In Manns Zeit als Kongressabgeordneter fielen der Spanisch-Amerikanische Krieg von 1898 und der Erste Weltkrieg. Außerdem wurden in den Jahren 1913 und 1919 bzw. 1920 der 16., der 17., der 18. und der 19. Verfassungszusatz ratifiziert.
Nach ihm benannt ist der Mann Act, ein Bundesgesetz der Vereinigten Staaten, das am 25. Juni 1910 in Kraft trat und die Verbringung Minderjähriger in einen anderen Bundesstaat zu Handlungen, die im Herkunftsstaat verboten sind, untersagt.